# Aurélien Clerc
Aurélien Clerc (Vevey, 26 d'agost de 1979) és un ciclista suís, ja retirat, que fou professional entre el 2001 i el 2009. En el seu palmarès destaca la victòria a la Nokere Koerse de 2002, així com algunes etapes en curses d'una setmana.

## Palmarès
- 2000
  -  Campió de Suïssa en ruta sub-23
  - Vencedor d'una etapa de la Volta a Renània-Palatinat
  - Vencedor d'una etapa de la Volta a Navarra
- 2002
  - 1r a la Nokere Koerse
  - Vencedor de 5 etapes de la Volta a Cuba
  - Vencedor de 2 etapes del Tour de Picardia
  - Vencedor d'una etapa de la Volta a Eslovènia
- 2003
  - Vencedor d'una etapa del Tour de Picardia
- 2004
  - Vencedor d'una etapa de la Volta a Burgos
- 2006
  - Vencedor d'una etapa de la Clàssica d'Alcobendas
- 2007
  - Vencedor d'una etapa del Circuit Franco-belga
- 2008
  - Vencedor d'una etapa dels Tres dies de Flandes Occidental

### Resultats a la Volta a Espanya
- 2006. 114è de la classificació general
- 2007. Abandona (15a etapa)
- 2008. No surt (5a etapa)

### Resultats al Giro d'Itàlia
- 2005. 150è de la classificació general